# Aachener Domsingschule

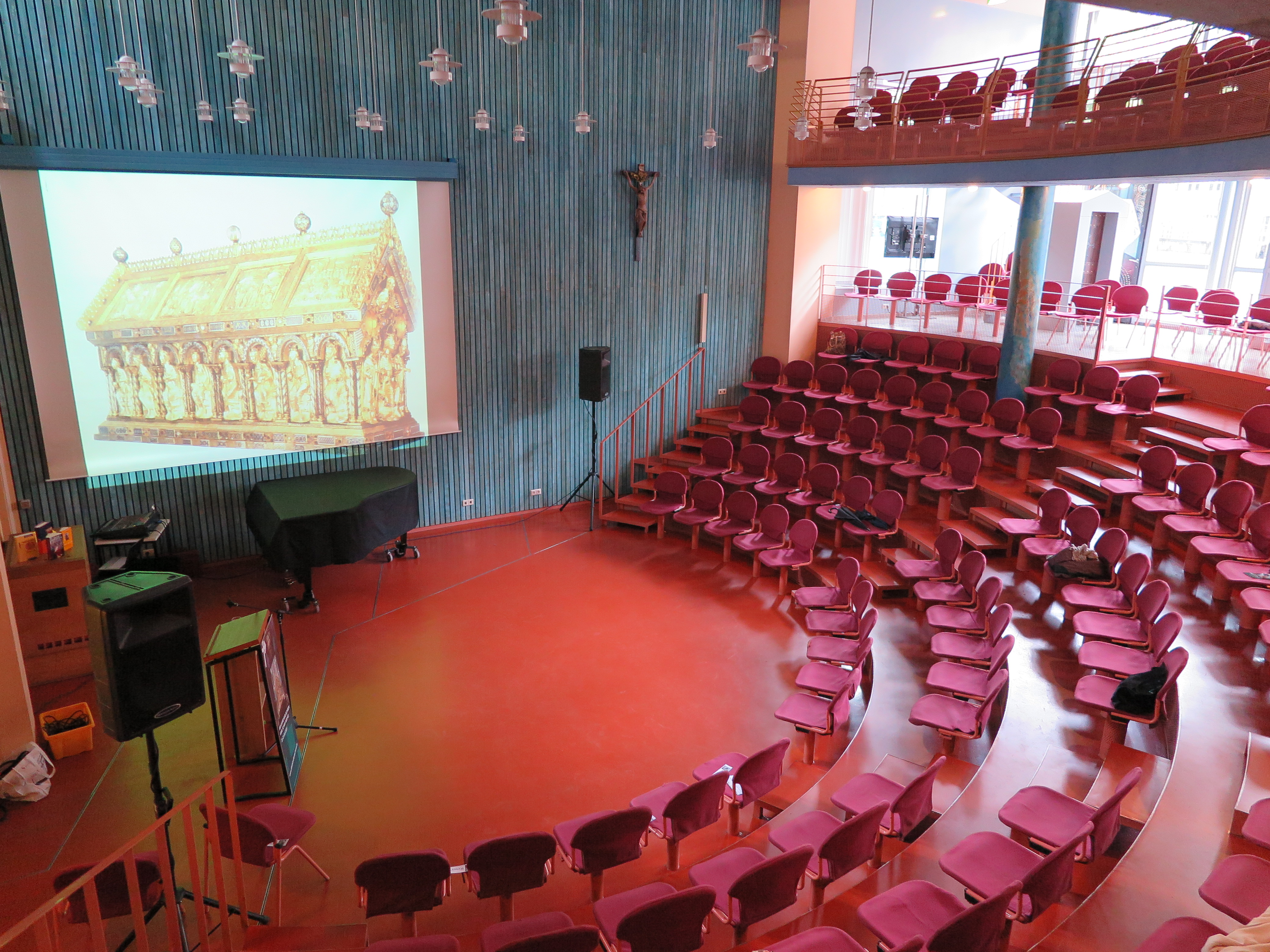
Aula

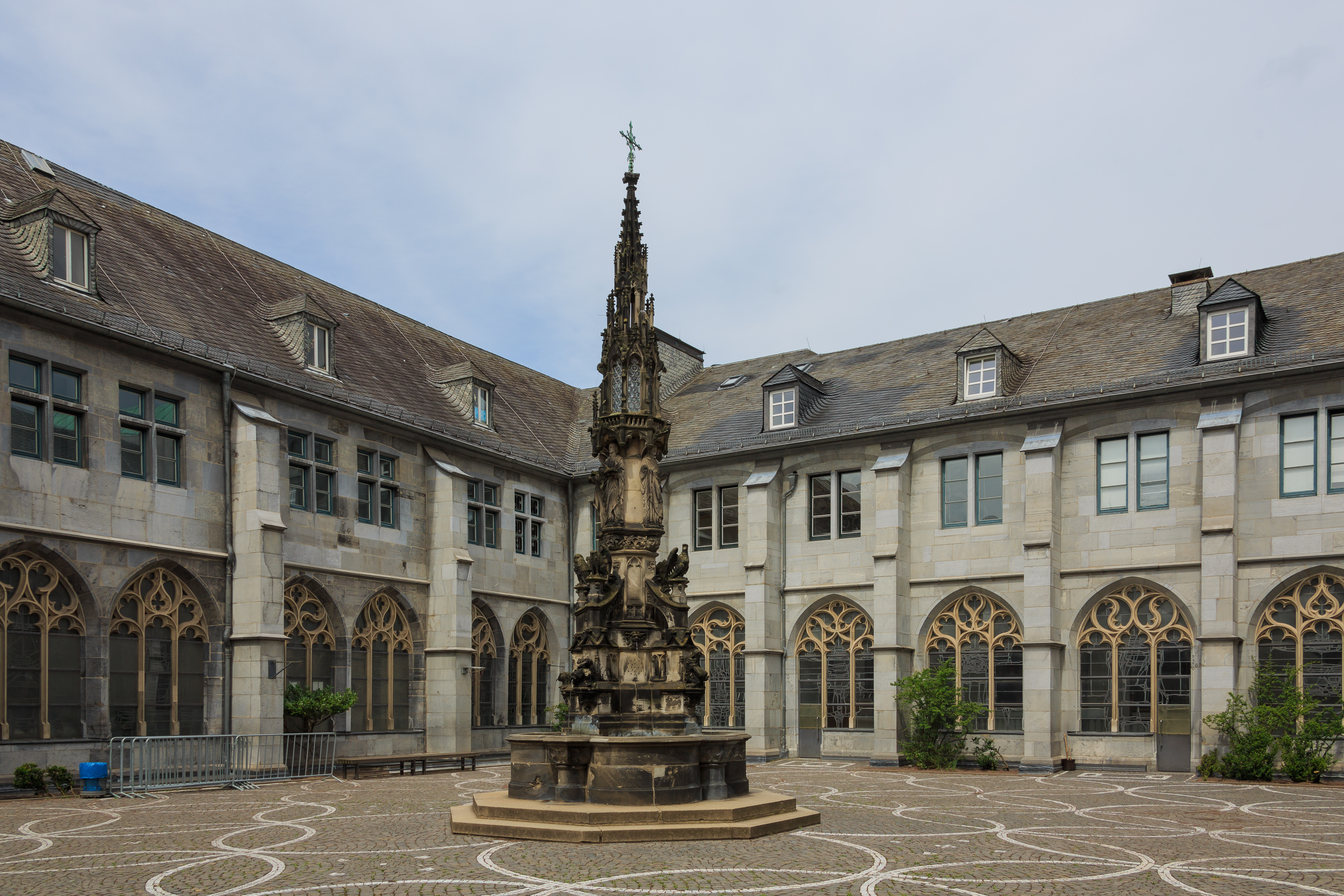
Pausenhof im Quadrum des Domkreuzgangs mit Paradiesbrunnen

Die Domsingschule Aachen ist eine private katholische Grundschule in der Trägerschaft des Domkapitels des Bistums Aachen. Die Schule setzt Schwerpunkte in der musikalischen und in der religiösen Erziehung. Das moderne Gebäude liegt am Katschhof zwischen Dom und Rathaus.

## Geschichte
Die Domsingschule steht in der Tradition der seit der Zeit Karls des Großen bestehenden Choralschola am Aachener Dom. Diese von Alkuin gegründete schola an der Kaiserpfalz besuchten zahlreichen Söhne, Töchter und sonstige Verwandte Karls des Großen sowie Kinder der Vornehmsten des fränkischen Reichs. Die Schüler wurden in den Künsten des quadriviums und in der Heiligen Schrift, insbesondere aber im Messgesang nach den Vorgaben der römischen schola cantorum unterrichtet. Solange die Geistlichen der Münsterkirche nach den Regeln des heiligen Benedikt von Nursia klösterlich zusammenlebten, zählte diese Schule zunächst als Klosterschule, im Jahr 960 wurde sie in eine Stiftschule umgewandelt und nahm unter den mittelalterlichen Singschulen Deutschlands eine außergewöhnliche Stellung ein. Die Chorknaben, auch Choralen oder Vicarioli genannt, hatten eine eigene Kleidung und trugen nach Vorschrift des Konzils von Trient die Tonsur und ein Käppchen oder Birett. Neben ihrer allgemeinen schulischen Ausbildung war ihr Leben im Choralenhaus mit einer minutiösen Tagesordnung streng geregelt und sie wurden so für die regelmäßige Messliturgie sowie für besondere Anlässe wie Krönungsfeierlichkeiten und Feierlichkeiten der Aachener Heiligtumsfahrt geschult.
Während der Franzosenzeit von 1795 bis 1815, als Aachen zum Département de la Roer zählte, wurde das Choralenstift im Jahr 1802 geschlossen, die Güter und Renten vom Staat eingezogen und das Unterrichts- und Erziehungshaus der Chorschüler nach der Errichtung des neuen Bistums Aachen dem ersten Generalvikar Fonck als Wohnung übergeben. Mehr als 150 Jahre lang gab es nun aus kirchenpolitischen und finanziellen Gründen keine Stiftsschule mehr in Aachen.

## Die Domsingschule seit 1960
Erst im Jahr 1960 wurde sie auf Initiative des Prälaten und Domkapellmeisters Rudolf Pohl als Domsingschule in der Trägerschaft des Domkapitels zunächst als Schulversuch mit zwei Eingangsklassen neu gegründet und von 1969 bis 1971 zur einzügigen eigenständigen Grundschule ausgebaut. Mit Wirkung vom 1. August 1971 wurde dem Aachener Domkapitel seitens des Kultusministeriums von Nordrhein-Westfalen offiziell die Genehmigung erteilt, die Domsingschule als private katholische Grundersatzschule für Jungen zu führen. Damit fand eine Entwicklung ihren Abschluss, die 1959 mit dem Bau des neuen Singschulgebäudes am Katschhof begonnen hatte. Seit dem Jahr 2000 wird die Domsingschule in Ganztagsform und seit 2008 als doppelzügige auch für Mädchen zugängliche Grundschule geführt – jedoch werden Jungen und Mädchen getrennt unterrichtet.
Die Aufnahme neuer Schüler setzt einen musikalischen Eignungstest voraus. Für Jungen und Mädchen ab fünf Jahren werden seit 2001 in Zusammenarbeit mit der Aachener Musikschule vorschulische Kurse zur musikalischen Früherziehung angeboten. Die erweiterte musikalische Ausbildung der Schule ist besonders auf eine spätere Mitarbeit im Aachener Domchor, Mädchenchor am Aachener Dom und in der Dommusik ausgerichtet. Neben dem üblichen, den Richtlinien für Grundschulen des Landes Nordrhein-Westfalen folgenden Fachunterricht liegt der Schwerpunkt der Domsingschule auf der Musik. Zur Ausweitung der musikalischen Begabung der Schüler wird in Kooperation mit der städtischen Musikschule ein instrumentaler Einzelunterricht angeboten und gefördert. Bei musikalischer Eignung beginnt am Ende der Schulzeit, in der Regel während des vierten Schuljahres, die verpflichtende Mitwirkung der Schüler im Aachener Domchor und der Schülerinnen im Mädchenchor am Aachener Dom. Nach der Zeit des Stimmbruchs finden viele Schüler wieder ihren Weg zurück in den Kreis des Domchores.
Dem Domchor und der Domsingschule steht der gemeinsame Förderverein Freunde der Aachener Dommusik e.V. zur Seite, der für die Betreuung der Schüler und Sänger, die Anschaffung und Pflege der Instrumente, der verschiedenen Werbemaßnahmen und der Vorbereitung und Begleitung der Konzert- und Ferienreisen verantwortlich ist.